# Бурундук рудий
Бурунду́к руди́й (Tamias rufus або Neotamias rufus) — вид гризунів з роду Бурундук (Tamias) родини Вивіркові (Sciuridae).
Бурундук рудий — невеликий бурундук, що водиться у штатах Колорадо, Юта і Нью-Мексико на південному заході США. Часто групується разом з Колорадським бурундуком (T. quadrivittatus). Він населяє різні кам'янисті місця існування: ліси з піньон-ялівцю та пов'язаних з ними чагарників, щебеневі схили, глинисту скелю; може використовувати дерева та чагарники для укриття; риє нори під валунами або чагарниками. Іноді може використовувати піщані місця існування, прилеглі до піньон-ялівцю або кам'янистих ділянок. Легко лазить по скелях та деревній рослинності. Місця гнізд пов'язані з купами уламків каміння або тріщинами в твердій скелі.

## Морфологічний опис
Тварини важать від 47,9 до 59,3 грама залежно від пори року. Самиці, як правило, трохи більші за самців, але не мають інших суттєвих відмінностей у морфології. Забарвлення вохристо-сіре, клаптикове. Верхня частина тіла має чорні смуги, підкреслені оранжево-червоними тонами, що йдуть спереду назад уздовж спини. Neotamias rufus також мають блідо-білі та «руді» смуги на обличчі, нижня смуга яких тягнеться під вухами. Хвіст змішаного чорного та каштанового кольору збоку та каштанового з ледь помітними чорними смужками знизу. Щорічно відбувається дві линьки: одна навесні, а інша на початку осені. Череп має довгу та вузьку мозкову коробку, короткі носові отвори, вузьку міжочну область та досить великі слухові булли.

## Поведінка
Neotamias rufus ведуть денний спосіб життя та активні рано вранці, особливо після злив або гроз. Тварини не впадають у сплячку надовго, особливо враховуючи, що цей вид може бути активним до кінця листопада та періодично залишає свої барлоги протягом зими. N. rufus часто взаємодіють з іншими видами бурундуків у західній частині Північної Америки, створюючи дуже чітку екологічну спільноту, яка базується на їхніх екологічних уподобаннях. Це створює мозаїку різних мікросередовищ існування, в яких N. rufus займають більші висоти, тоді як такі види, як Tamias amoenus займають нижчі регіони.
Точна тривалість життя невідома. Максимальна тривалість життя інших бурундуків у неволі становить приблизно 9,5 років, але їхній спосіб життя, як правило, значно скорочує тривалість їхнього життя. Найдовша очікувана тривалість життя в дикій природі становить 8 років, але більшість особин виживають лише від 2 до 3 років, і лише 10% особин переживають перші 64 місяці життя.

## Трофічні зв'язки
Раціон складається з ягід та насіння їхнього місцевого регіону. Різноманітність та вид, доступні для споживання, залежать від пори року та географічного ареалу. Наприкінці весни та влітку ці бурундуки харчуються зеленою рослинністю. Восени їхній раціон змінюється на користь горіхів, коли вони стають доступними. Також було помічено, що цей вид ховає їжу на скелястих виступах, і він використовує свої великі защічні мішки для перенесення їжі до схованок. Їм потрібен постійний доступ до води, і вони можуть померти від спраги, якщо їх позбавити води лише на 2 дні. 
Ворогами N. rufus є змії-бики (Pituophis catenifer sayi), койоти (Canis latrans), яструби Свейнсона (Buteo swainsoni) та довгохвості ласки (Mustela frenata).